# إدوارد ليمان أبوت
إدوارد ليمان أبوت هو عسكري كندي، ولد في 1 مايو 1891 في سفيرن في كندا، وتوفي في 14 أغسطس 1918.